# Super-X
Super-X is een Amerikaans historisch merk van motorfietsen.
De bedrijfsnaam was Excelsior Mfg. & Supply Co., Chicago (1924-1930).
Omdat er in Europa al verschillende merken met de naam Excelsior waren werden de Amerikaanse Excelsiors hier weleens onder een andere naam verkocht, zoals American-X en Super-X. De Super-X modellen waren 746- en 996 cc V-twins.